# Oleksin (województwo podlaskie)
Oleksin – wieś w Polsce położona w województwie podlaskim, w powiecie bielskim, w gminie Brańsk.
| SIMC    | Nazwa               | Rodzaj    |
| ------- | ------------------- | --------- |
| 0024791 | Gajówka Oleksiańska | część wsi |
| 0024785 | Oleksin             | kolonia   |

W 1921 roku wieś liczyła 97 domów i 542 mieszkańców, w tym 510 katolików, 26 prawosławnych i 6 wyznawców judaizmu.
W latach 1975–1998 miejscowość położona była w województwie białostockim.
Wierni kościoła rzymskokatolickiego należą do parafii Wniebowzięcia Najświętszej Maryi Panny w Brańsku.